# Maria Montazami
Maria Brigitte Anita Montazami, ogift Westphal, ursprungligen Grundmann, född 13 november 1965 i Västerås, är en svensk tv-personlighet. Hon blev 2009 en av deltagarna i TV3-serien Svenska Hollywoodfruar, vilket hon även har fortsatt med i senare säsonger. Hon har även fortsatt medverka i svenska medier; i reklamfilm(er), som programpresentatör och som gäst. Montazami har även tagit fram kosmetika.

## Biografi
År 1987 åkte hon på semester till Los Angeles i USA för att hälsa på sin syster. Hon stannade sedan i Los Angeles för att först arbeta som au pair och senare som servitris på en restaurang. Där lärde hon känna ägaren Kamran Montazami, ursprungligen från Iran, som hon senare gifte sig med. Ett par år senare blev Kamran Montazami mäklare, och de flyttade till Laguna Niguel i Orange County. Paret har fyra barn.
Montazami har sin egen väskkollektion.  

## Utmärkelser
- På Gaygalan 2010 i Stockholm medverkade Montazami som prisutdelare för kategorin Årets bok och hon fick även ta emot pris i kategorin Årets vi-älskar-dig, framröstad av tidningen QX:s läsare.[11]
- 2018 blev Maria Montazami utsedd till Sveriges Bästa Realitystjärna av svenska folket i tv-programmet Sveriges bästa.[12]

## TV
- 2009–2019 – Svenska Hollywoodfruar
- 2010 – 24 timmar[13]
- 2013 – Så blev vi Svenska Hollywoodfruar
- 2013 – Maria & Mindy - Best friends forever
- 2013 – Smartare än en femteklassare"
- 2013 – Let's Dance 2013
- 2013 – Maria möter
- 2013 – Montazamis med vänner
- 2016 – Kändisbarnvakten[14]
- 2018 – Sveriges Bästa
- 2018 – Klassfesten
- 2022 – The Island
- 2022 – Hela kändis-Sverige bakar
- 2023 – Över Atlanten
- 2024 – Min sanning
- 2025 – Stjärnorna på slottet
- 2025 – Förrädarna

## Böcker
- 2011 - Välkommen hem till Maria Montazami. Ica Bokförlag. ISBN 91-534-3713-6 (kokbok)
- 2013 - Fira med Maria Montazami. Ica Bokförlag. ISBN 9789153439424 (kokbok)
- 2020 - Botox med Maria. Ica Bokförlag.